# Bob Costas
Robert Quinlan Costas, dit Bob Costas, né le 22 mars 1952, est un journaliste et commentateur sportif américain. Il officie sur le réseau de télévision NBC, au sein du département du sport NBC Sports, depuis le début des années 1980. Il collabore également à la chaîne de télévision consacrée au baseball MLB Network, où il anime le programme Studio 42 with Bob Costas.

## Biographie
Bob Costas est né en 1952 dans l'arrondissement de Queens, dans la ville de New York. Son père, John George Costas, est d'origine grecque et sa mère, Jayne Quinlan a des origines irlandaise. Il grandit dans la commune de Commack, et fréquente le lycée de Commack (Commack High School South en anglais).
Il entre à l'université de Syracuse, et suit à la S. I. Newhouse School of Public Communications des études en sciences de l'information et de la communication. Il abandonne cependant son cursus en 1974 pour travailler à la station de télévision et de radio WSYR-TV (en).

## Écrits
- Fair Ball: A Fan's Case for Baseball, 2001, Broadway  (ISBN 978-0767904667)